# Phoenix Suns 1984-1985
La stagione NBA 1984-1985 fu la 17ª stagione della storia dei Phoenix Suns che si concluse con un record di 36 vittorie e 46 sconfitte nella regular season, il 3º posto nella Pacific Division, e l'8º posto nella Western Conference.
Nei playoff del 1985 la squadra perse al primo turno i Los Angeles Lakers, futuri campioni NBA.

## Draft
| Giro | Scelta | Giocatore     | Posizione         | Nazionalità | Università/Club |
| ---- | ------ | ------------- | ----------------- | ----------- | --------------- |
| 1    | 13     | Jay Humphries | guardia tiratrice | Stati Uniti | Colorado        |

## Regular season
| Squadra                | V  | P  | %    | GB |
| ---------------------- | -- | -- | ---- | -- |
| Los Angeles Lakers     | 62 | 20 | 75,6 | -  |
| Portland Trail Blazers | 42 | 40 | 51,2 | 20 |
| Phoenix Suns           | 36 | 46 | 43,9 | 26 |
| Los Angeles Clippers   | 31 | 51 | 37,8 | 31 |
| Seattle SuperSonics    | 31 | 51 | 37,8 | 31 |
| Golden State Warriors  | 22 | 60 | 26,8 | 40 |

## Play-off

### Primo turno
Gara 1
| 18 aprile 1985 | Los Angeles Lakers | 142 – 114 | Phoenix Suns |  |

Gara 2
| 20 aprile 1985 | Los Angeles Lakers | 147 – 130 | Phoenix Suns |  |

Gara 3
| 23 aprile 1985 | Phoenix Suns | 103 – 119 | Los Angeles Lakers |  |

## Roster
| N° | Naz.                   | Ruolo | Sportivo         | Anno | Alt. | Peso |
| -- | ---------------------- | ----- | ---------------- | ---- | ---- | ---- |
| 4  | Stati Uniti (bandiera) | G     | Kyle Macy        | 1957 | 191  | 79   |
| 6  | Stati Uniti (bandiera) | GA    | Walter Davis     | 1954 | 198  | 88   |
| 8  | Stati Uniti (bandiera) | AC    | Rick Robey       | 1956 | 211  | 104  |
| 10 | Stati Uniti (bandiera) | G     | Rod Foster       | 1960 | 185  | 73   |
| 11 | Stati Uniti (bandiera) | GA    | Mike Sanders     | 1960 | 198  | 95   |
| 14 | Stati Uniti (bandiera) | GA    | Alvin Scott      | 1955 | 201  | 84   |
| 15 | Stati Uniti (bandiera) | G     | Michael Holton   | 1961 | 193  | 84   |
| 20 | Stati Uniti (bandiera) | AC    | Maurice Lucas    | 1952 | 206  | 98   |
| 22 | Stati Uniti (bandiera) | AC    | Larry Nance      | 1959 | 208  | 93   |
| 24 | Stati Uniti (bandiera) | G     | Jay Humphries    | 1962 | 191  | 84   |
| 32 | Stati Uniti (bandiera) | A     | Charles Pittman  | 1958 | 203  | 100  |
| 33 | Stati Uniti (bandiera) | AC    | Alvan Adams      | 1954 | 206  | 95   |
| 34 | Stati Uniti (bandiera) | A     | Charles A. Jones | 1962 | 203  | 98   |
| 43 | Stati Uniti (bandiera) | GA    | Michael Young    | 1961 | 201  | 100  |
| 53 | Stati Uniti (bandiera) | C     | James Edwards    | 1955 | 213  | 102  |

## Staff tecnico
- Allenatore: John MacLeod
- Vice-allenatori: Al Bianchi, John Wetzel
- Preparatore atletico: Joe Proski

### Arrivi/partenze
Mercato e scambi avvenuti durante la stagione:
Arrivi
| N° | Naz. | Ruolo | Sportivo |  | Alt. |  |
| -- | ---- | ----- | -------- |  | ---- |  |

Partenze
| N° | Naz. | Ruolo | Sportivo |  | Alt. |  |
| -- | ---- | ----- | -------- |  | ---- |  |